# Isidoro Bakanja
O Beato Isidoro Bakanja (Bokendela (Congo), c. 1885 – 15 de agosto de 1909) foi um católico leigo mártir africano. É conhecido como Mártir do Escapulário.

## Biografia
Bakanja era membro da tribo Boangi, e para sobreviver, ainda menino, teve que trabalhar como pedreiro ou em fazendas. Depois de deixar sua aldeia, mudou-se para Mbandaka, onde foi batizado em 6 de maio de 1906 e crismado alguns meses depois. Ele foi fortemente influenciado pelos missionários trapistas. Ele recebeu um rosário e o escapulário de Nossa Senhora do Carmo.
Isidoro trabalhava na plantação de um colonizador belga, que não gostava dos convertidos. Dizia que rezavam demais e que perdiam tempo. Isidoro encontrou o ódio dos colonizadores quando pediu permissão para voltar para casa. Os agentes recusaram, e ele foi ordenado a parar de ensinar seus colegas de trabalho a rezar. O patrão mandou que Isidoro lançasse fora o escapulário, mas ele recusou. Por isso foi chicoteado duas vezes. Seus flagelos ocorreram em 2 de fevereiro e em 22 de abril. Na segunda vez, o agente arrancou o escapulário do pescoço de Isidoro, prendeu-o ao chão e o espancou com mais de 100 golpes com um chicote de pele de elefante com pregos na ponta. Ele foi então acorrentado a um único local 24 horas por dia.
Como não foi tratado, a ferida infeccionou. Quando um inspetor chegou à plantação, Isidoro foi enviado para outra aldeia. Conseguiu se esconder na floresta e se arrastou até o inspetor. O inspetor impediu o agente do patrão de matá-lo, mas não conseguiu salvá-lo, devido aos intensos ferimentos. Ele recebeu a unção dos enfermos em 24 de julho. Segundo sua hagiografia, ele Cristo morreu perdoando seus malfeitores, dizendo: “O homem branco me bateu; essa é uma questão dele. Depende dele e de Deus. Quando eu estiver no céu, rezarei muito por ele e pedirei a Deus que o perdoe”. Ele morreu com o rosário na mão e o escapulário em volta do pescoço.
Em 7 de junho de 1917, seus restos mortais foram exumados e enterrados na Paróquia da Imaculada Conceição em Bokote.

## Beatificação
Sua causa de beatificação foi apresentada pela arquidiocese de Mbandaka-Bikoro, então Zaire. Em 11 de junho de 1977, a Congregação para a Causa dos Santos emitiu o Nihil obstat, o que o tornou Servo de Deus. O processo cognitivo diocesano foi realizado entre abril-setembro de 1987 e validado pela Congregação em 21 de junho de 1991, que emitiu a Positio, passando a ser reconhecido como Venerável pela Igreja Católica. Após a sessão teológica em dezembro de 1992 e a sessão dos cardeais em fevereiro de 1993, João Paulo II autorizou a promulgação do decreto sobre o martírio in odium fidei de Isidoro Bakanja em 2 de abril de 1993.
Bakanja foi beatificado pelo Papa João Paulo II, no dia 24 de abril de 1994, durante a Assembleia Especial para a África. Bento XVI e Francisco reconheceram e propuseram o Beato Isidoro Bakanja como uma testemunha autêntica e um exemplo de fé para todos os cristãos do mundo. Em sua Exortação Apostólica Pós-Sinodal Christus Vivit, o Papa Francisco nomeou o Beato Isidoro Bakanja entre os jovens santos que mobilizam os cristãos de hoje na busca da santidade e inspiram novas conversões.
Sua festa é comemorada dia 15 de agosto de forma geral e dia 12 de agosto para os carmelitas.
O Santuário Nacional de São Judas, em Faversham, Reino Unido, contém um ícone de Isidoro. Em 2004, um incêndio irrompeu na Capela do Santuário, destruindo os murais ali pendurados e danificando muitas das outras obras de arte. A decisão foi instalar ícones representando santos inspirados pela Regra de Santo Alberto e em comemoração ao 8º centenário da regra carmelita em 2007.